# 류보시 미헬
류보시 미헬(슬로바키아어: Ľuboš Micheľ, 1968년 5월 16일 ~ )은 2008년에 은퇴한 슬로바키아의 축구 심판이다.
1993년 국제 축구 연맹(FIFA)으로부터 국제 심판 자격을 취득하였으며 2002년 FIFA 월드컵에서 파라과이와 남아프리카 공화국의 조별 예선 경기의 주심을 맡았다. 이후 UEFA컵 2002-03에서 포르투와 셀틱의 결승전 경기의 주심을 맡았고 UEFA 유로 2004에서 그리스와 스페인, 스위스와 프랑스의 조별 예선 두 경기, 스웨덴과 네덜란드의 8강전 경기의 주심을 맡았다.
UEFA 챔피언스리그 2004-05에서는 리버풀과 첼시의 준결승전 경기, 2006년 FIFA 월드컵에서 스웨덴과 파라과이, 포르투갈과 멕시코의 조별 예선 두 경기, 브라질과 가나의 16강전 경기, 독일과 아르헨티나의 8강전 경기의 주심을 맡았다. UEFA 챔피언스리그 2007-08에서는 맨체스터 유나이티드와 첼시의 결승전 경기, UEFA 유로 2008에서는 스위스와 터키, 프랑스와 이탈리아의 조별 예선 두 경기, 네덜란드와 러시아의 8강전 경기의 주심을 맡았다.